# Cléden-Poher
Cléden-Poher (tiếng Breton: Kledenn-Poc'hêr) là một xã của tỉnh Finistère, thuộc vùng Bretagne, miền tây bắc Pháp.

## Dân số
Người dân ở Cléden-Poher được gọi là Clédinois.